# Représentations diplomatiques des Kiribati

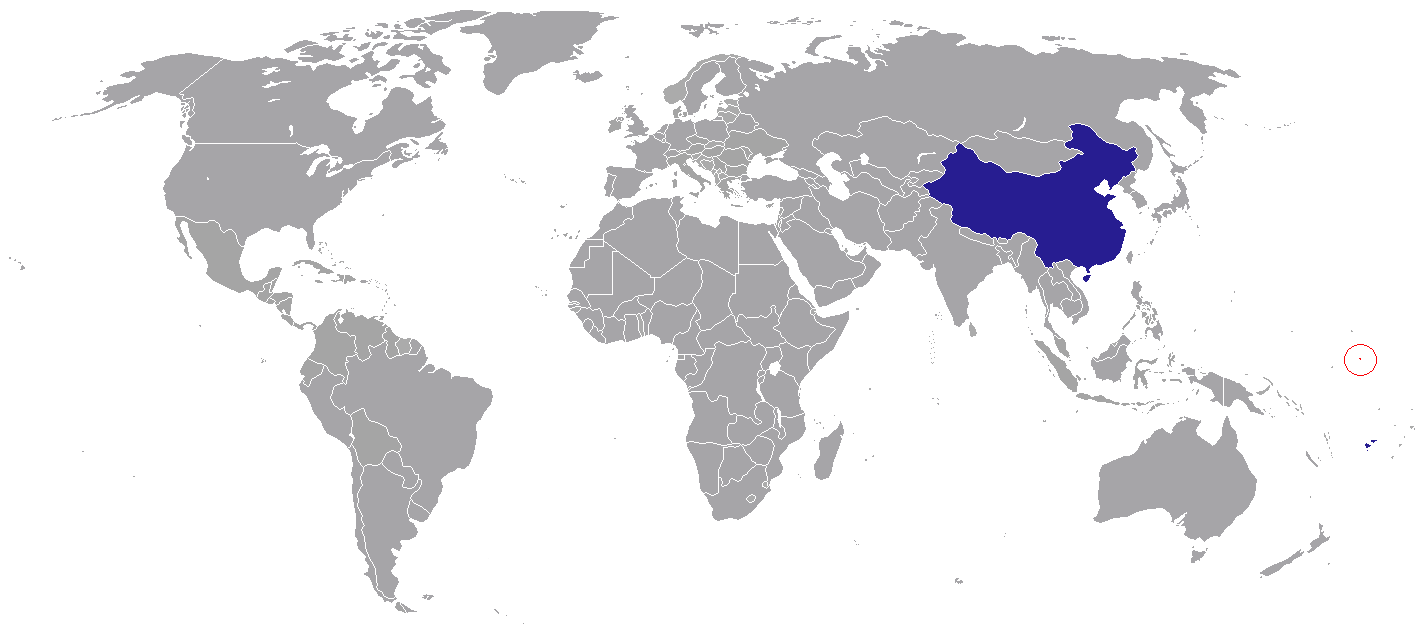
Représentations diplomatiques des Kiribati

Ceci est une liste des représentations diplomatiques des Kiribati. 
Les Kiribati ont ouvert une ambassade à Taipei et une mission permanente auprès des Nations unies à New York en 2013. Cependant, en 2019, le président Taneti Maamau a décidé de reconnaître la République populaire de Chine, ce qui a entraîné la fermeture de l'ambassade des Kiribati à Taipei.

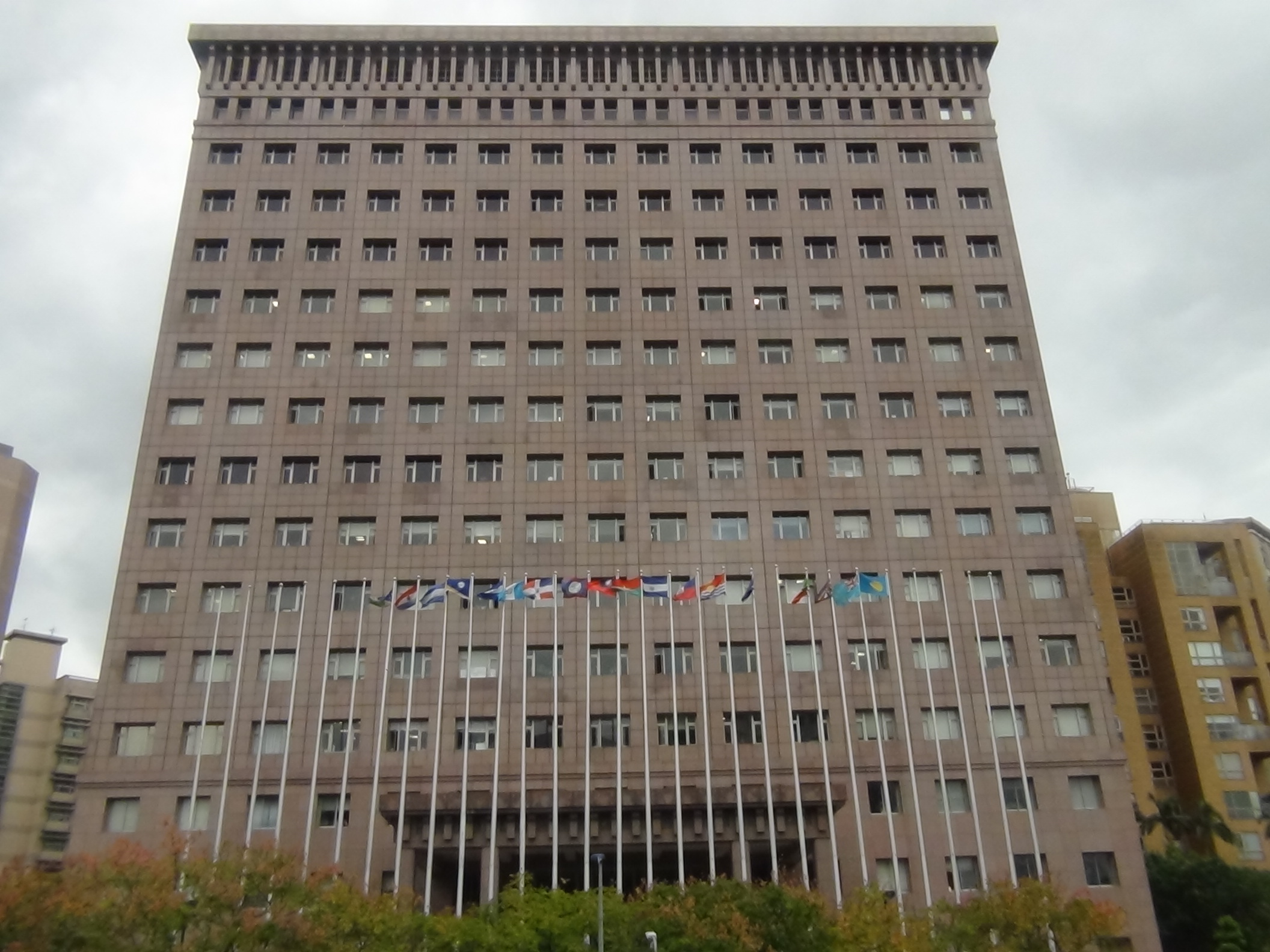
Ancienne ambassade des Kiribati à Taipei

## Asie
- Chine
  - Pékin (ambassade)

## Océanie
- Fidji
  - Suva (Haut-commissariat)

## Organisations internationales
- ONU
  - New York (Mission permanente)

## Ancienne ambassade
- République de Chine
  - Taipei (Fermée en 2019)[2],[1]